# Friedrich August Wolf

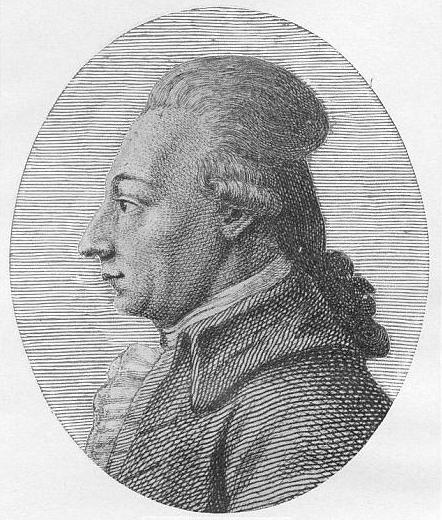
Friedrich August Wolf

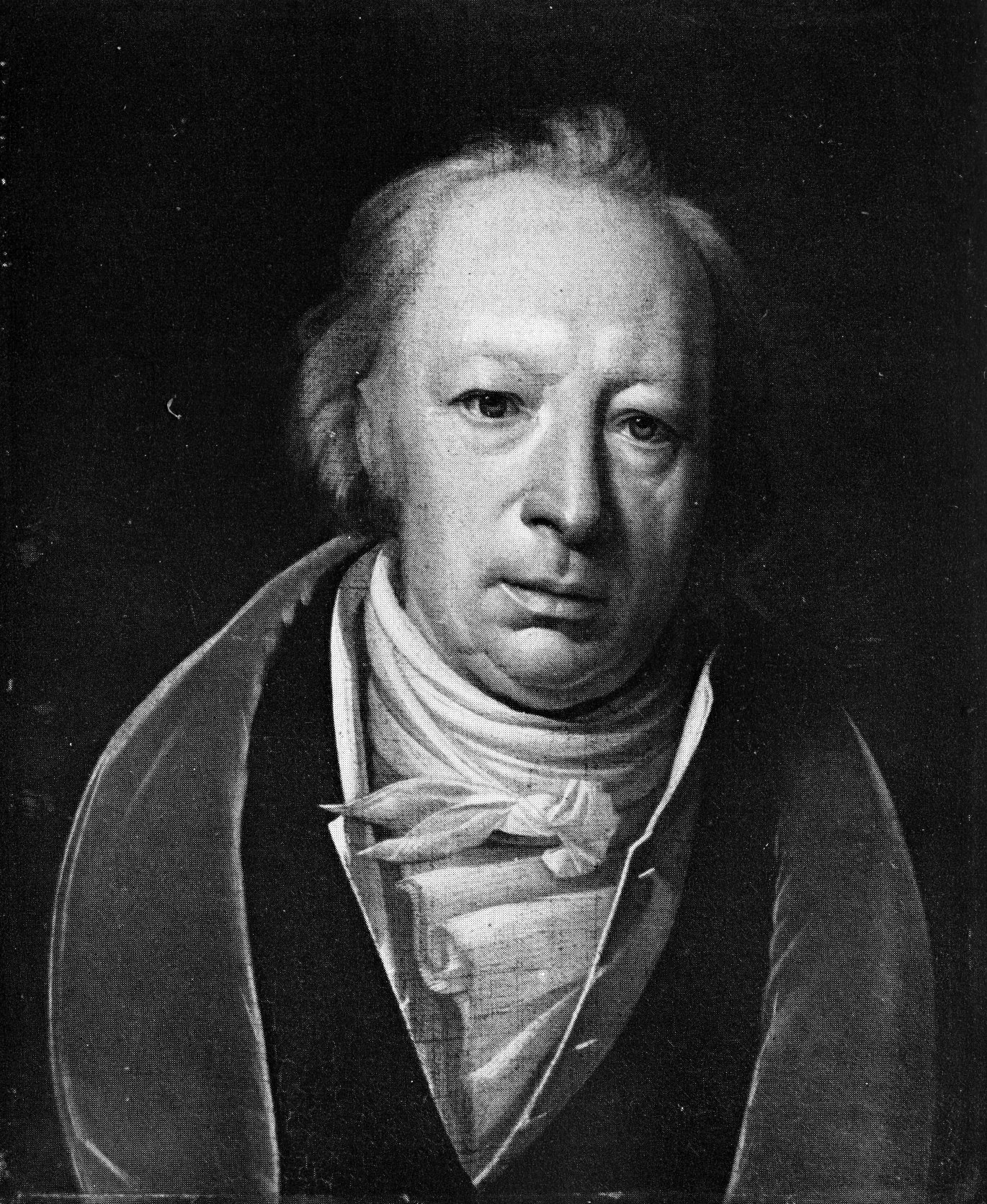
Friedrich August Wolf, Porträt von Johann Wolf, 1823

Friedrich August Christian Wilhelm Wolf (* 15. Februar 1759 in Hainrode; † 8. August 1824 in Marseille) war ein deutscher Altphilologe und Altertumswissenschaftler.

## Leben
Friedrich August Wolf war der Sohn eines Kantors in Hainrode im preußischen Amt Lohra. 1768 verzog die Familie in die nahe Reichsstadt Nordhausen, wo der Vater als Mädchenlehrer und später als Organist wirkte. Friedrich August Wolf besuchte das Nordhäuser Gymnasium und studierte ab 1777 in Göttingen Philologie. Nach zwei Jahren Studium ging er auf Empfehlung als Collaborator nach Ilfeld. 1782 heiratete er und wurde Rektor der Stadtschule in Osterode, wo er ein Jahr lang blieb. Seit 1783 war er als Freimaurer Mitglied der Loge Zum goldenen Zirkel in Göttingen.
1783 übernahm Wolf eine Professur in Halle, zunächst für Philologie und Pädagogik, ab 1784 für Philologie und Eloquenz. 1787 gründete er dort das philologische Seminar. 1793 wurde er Mitglied der Freimaurerloge Zu den drei Degen in Halle. Am 21. Februar 1799 wurde Wolf fast einstimmig zum auswärtigen Mitglied der Akademie der Wissenschaften in Berlin gewählt. 1805 wurde ihm der Titel Geheimer Rat verliehen.

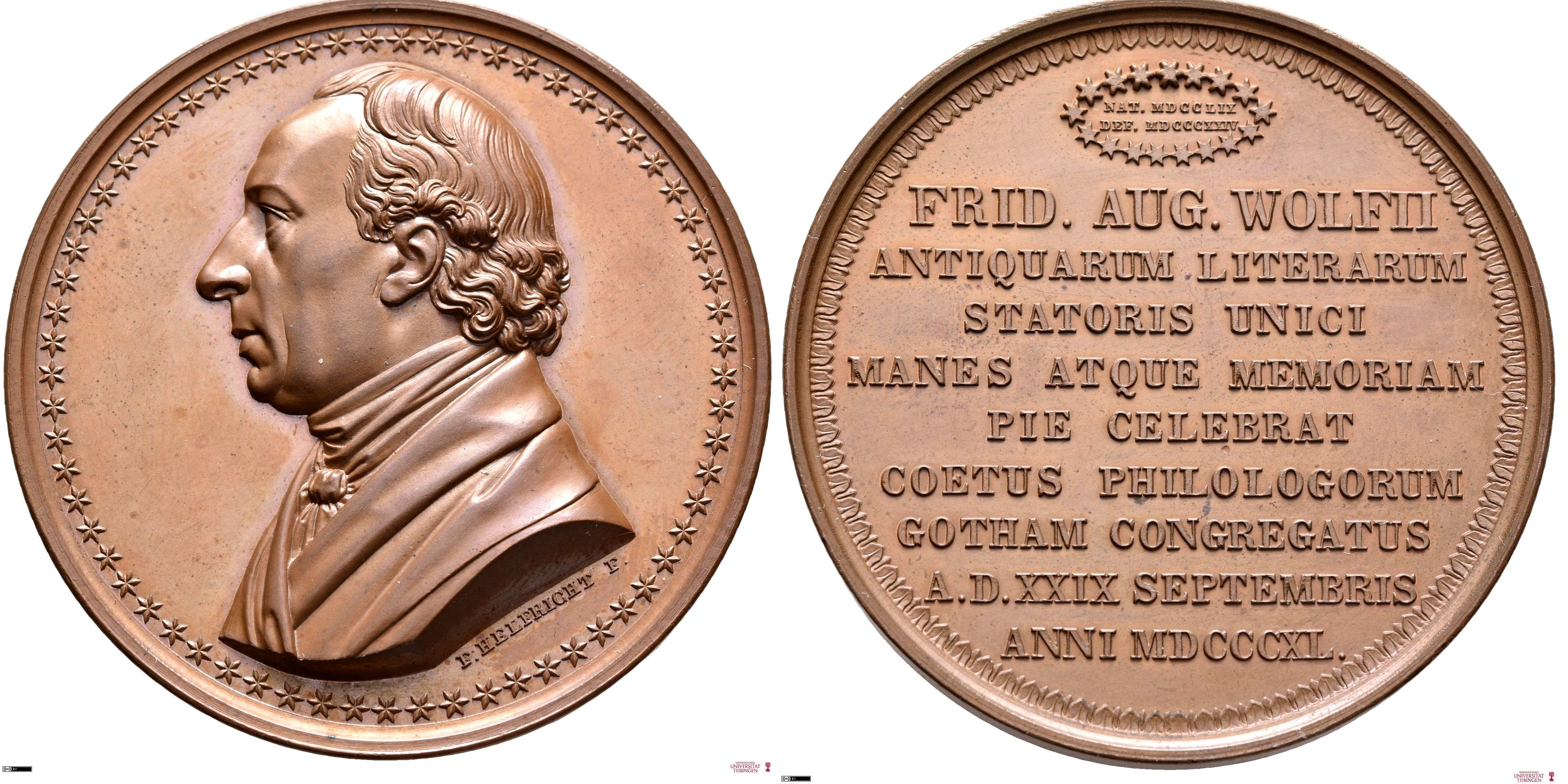
Medaille Friedrich August Wolf;
von Ferdinand Helfricht, 1840

Nachdem Napoleon Bonaparte die Universität in Halle 1806 geschlossen hatte, übersiedelte Wolf im April 1807 nach Berlin und war seitdem an der Akademie tätig, ohne dass sich sein Status als auswärtiges Mitglied änderte. 1810 wurde er Direktor der Wissenschaftlichen Deputation für die Sektion des öffentlichen Unterrichts im Ministerium und Professor für klassische Philologie. 1812 wurde er zum Ehrenmitglied der Akademie der Wissenschaften in Berlin ernannt. Seit 1819 war er auswärtiges Mitglied der Académie des inscriptions et belles-lettres. Im April 1824 reiste er nach Frankreich, wo er starb.
Seinem Wirken in der Philologie zu Ehren wurde ihm von der Versammlung deutscher Philologen und Schulmänner 1840 eine Medaille gewidmet. In Nordhausen wurde eine Straße, in der er gewohnt hat, nach ihm benannt und an seinem Wohnhaus, Wolfstraße Nr. 7, eine Gedenktafel angebracht; Straße und Wohnhaus wurden bei den Luftangriffen auf Nordhausen 1945 zerstört.

## Werk
Seine Hauptarbeit ist sein 1795 entstandenes, Fragment gebliebenes Werk Prolegomena ad Homerum, in dem er die Werke Homers kritisch auf ihre Entstehung hin untersuchte und ihn als einzigen Autor in Zweifel zog (Homerische Frage). Die Altertumswissenschaft verdankt Friedrich August Wolf ihre neue Anerkennung als universale Disziplin, im Sinne des Neuhumanismus (der letzte Zweck des Daseins ist die Bildung der Individualität), die er in enger Verbindung mit Wilhelm von Humboldt, Johann Wolfgang von Goethe und Friedrich Schiller begründete. Auch im Schulwesen sollte die klassische Philologie eine wesentliche Rolle spielen und den Menschen zu einer harmonischen Ausbildung verhelfen.

## Schriften (Auswahl)
- Antiquitäten von Griechenland. Hammerde, Halle 1787.
- Prolegomena ad Homerum. Halle 1795.
  - Prolegomena zu Homer. 1795. Reclam, Leipzig [1908] (dt.).
  - Prolegomena to Homer. 1795. Princeton Univ. Press, Princeton, N.J. 1985. (englisch) ISBN 0-691-10247-3.
- Darstellung der Alterthums-Wissenschaft. Berlin 1807. (Nachdr. Acta Humaniora. Weinheim 1986) ISBN 3-527-17552-0.
- Friedrich August Wolf, Philipp Buttmann: Museum der Alterthumswissenschaften. Realschulbuchhandlung, Berlin 1807, 1. Band.
- Friedrich August Wolf, Philipp Buttmann: Museum der Alterthumswissenschaften. Realschulbuchhandlung, Berlin 1810, 2. Band.
- (Hrsg.): Literarische Analekten vorzüglich für alle Literatur und Kunst, deren Geschichte und Methodik. 4 Teile, G.C. Nauck, Berlin (1816 und 1818).
- Encyclopädie der Philologie. Expedition d. Europ. Aufsehers, Leipzig 1831.
- Kleine Schriften in lateinischer und deutscher Sprache. Olms, Hildesheim 2003.
  - Bd. 1. Scripta latina. ISBN 3-487-12033-X.
  - Bd. 2. Deutsche Aufsätze. ISBN 3-487-12034-8.

## Bekannte Schüler
- Immanuel Bekker (1785–1871).
- August Ferdinand Bernhardi (1769–1820).
- Gottfried Bernhardy (1800–1875).
- August Boeckh (1785–1867).
- Gabriel Gottfried Bredow (1773–1814).
- Friedrich Delbrück (1768–1830).
- Johann Friedrich Ferdinand Delbrück (1772–1848).
- Joseph von Eichendorff (1788–1857).
- Georg Gustav Fülleborn (1769–1803).
- Friedrich August Gotthold (1778–1858).
- Karl Wilhelm Göttling (1793–1869).
- Friedrich David Gräter (1768–1830).
- Ludwig Friedrich Heindorf (1774–1816).
- Friedrich von Heyden (1789–1851).
- Wilhelm Theodor Hundeiker (1786–1828).
- Christian Ludwig Ideler (1766–1846).
- Isaak Markus Jost (1793–1860).
- Georg Koës (1782–1811).
- Johann Philipp Krebs (1771–1850).
- Konrad Levezow (1770–1835).
- Karl Morgenstern (1770–1852).
- Hieronymus Müller (1785–1861).
- Karl Otfried Müller (1797–1840).
- Wilhelm Müller (1794–1827).
- Johann Wilhelm Oelsner (1766–1848).
- Friedrich Gotthilf Osann (1794–1858).
- Franz Passow (1786–1833).
- Friedrich Eberhard Rambach (1767–1826).
- Friedrich Wilhelm Riemer (1774–1845).
- Friedrich Schleiermacher (1768–1834).
- Friedrich Gotthelf Benjamin Schmieder (1770–1838) studierte evangelische Theologie und war Philologe, Buchautor, Schulmann sowie ab 1804 bis zu seinem Tode Rektor des Königlichen Gymnasiums in Brieg.
- Arthur Schopenhauer (1788–1860).
- Johannes Friedrich Ludwig Schröder (1774–1845).
- Johannes Schulze (1786–1869).
- Karl Wilhelm Ferdinand Solger (1780–1819).
- Georg Ludwig Spalding (1762–1811).
- Johann Wilhelm Süvern (1775–1829).
- Friedrich August Ukert (1780–1851).
- Karl August Varnhagen von Ense (1785–1858).
- Heinrich Voß (1779–1822).
- Wilhelm Wachsmuth (1784–1866).
- Leopold Zunz (1794–1886).